# 金田スイミングクラブ
金田スイミングクラブは、東京都立川市にある株式会社金田スイミングクラブが運営するスイミングクラブ。